# Канадсько-радянські відносини
Канадсько-радянські відносини — історичні двосторонні відносини між Канадою та зниклим унаслідок розпаду Радянським Союзом. Обидві держави мали дипломатичні відносини з 1923 по 1927 рік і з 1941 року до розпаду СРСР у 1991 році. Взаємини часто були напруженими через холодну війну та членство Канади в НАТО.

## Дипломатична історія

### Ранній етап
Початкові канадсько-радянські відносини виявилися бурхливими. Канада брала участь у втручанні союзників у громадянську війну в Росії і загалом виказувала ворожість до Радянського Союзу, яку демонстрували Вашингтон і Лондон. Канадська влада підозрювала СРСР у причетності до канадських робітничих заворушень, таких як Вінніпезький загальний страйк 1919 року. Тим не менш, Канада приєдналася до Англо-радянської торговельної угоди 1921 року, що означало фактичне визнання Радянського Союзу. Через два роки СРСР надіслав до Канади свого першого торговельного представника. У 1927 році після справи Аркоса відносини були розірвані. У 1929 році взаємини частково відновилися.
Уряд Канади підозрював Радянський Союз у причетності до бунту в Ріджайні 1935 року, водночас Канада в СРСР була об'єктом несхвальної пропаганди та політики народного фронту. Крім того, до Вестмінстерського статуту 1931 року країна мала обмежені повноваження у власних зовнішніх справах.

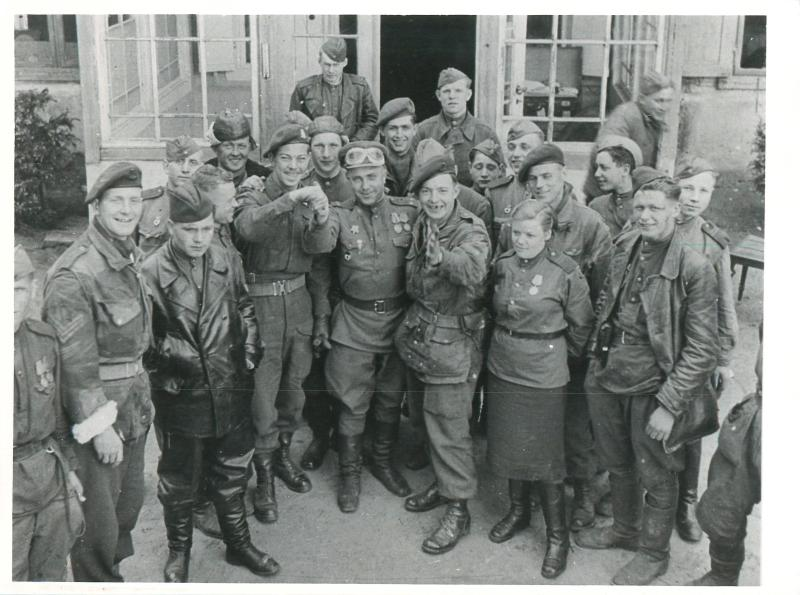
Канадські десантники та радянські солдати у Вісмарі (Німеччина), травень 1945 року

Незабаром після вступу Радянського Союзу у Другу світову війну дипломатичні відносини відновилися. Вторгнення Німеччини в Радянський Союз змусило СРСР і західних союзників працювати разом. Наприкінці серпня та на початку вересня 1941 року експедиційний корпус під керівництвом Канади евакуював зі Шпіцбергена близько 2000 радянських вуглекопів у ході операції «Гонтлет» та відправив їх в Архангельськ. Першим послом Радянського Союзу в Канаді був Георгій Зарубін. Він прибув до Канади в 1944 році. Під час Другої світової війни допомога та зброя совітам надходили через Канаду та Аляску, тоді ж відносини значно покращилися.
Одначе ще до кінця війни взаємини раптово припинилися через «справу Гузенка» в 1945 і 1946 роках. Ігор Гузенко, бувши службовцем радянського посольства в Оттаві, перебіг на сторону Канади з доказами радянського шпигунства на Заході. Це в поєднанні із загальною напруженістю між Сходом і Заходом, яка призвела до початку холодної війни, спонукало Канаду повернутися на антирадянські позиції. До 1947 року канадські зовнішньополітичні аналітики виступали за створення Західного Альянсу поза ООН. Незабаром після цього в 1949 році Канада вступила до Організації Північноатлантичного договору (НАТО). 1950 року Канада приєдналася до сил ООН у Корейській війні проти союзної СРСР Півночі. Коли Радянський Союз обзавівся ядерною бомбою, стало очевидно, що будь-який радянський напад на США відбуватиметься через повітряний простір Канади. Це привело до будівництва низки поєднаних радіолокаційних станцій по всій Канаді, включно з лінією «Дью», та укладення зі США угоди про аерокосмічну оборону Північної Америки (NORAD).

### Пізніші відносини
Після смерті радянського вождя Йосипа Сталіна Канада надіялася, що напруженість послабиться, а державний секретар (міністр) закордонних справ Лестер Пірсон у 1955 році вирушив до Радянського Союзу на переговори з Микитою Хрущовим, ставши першим головою МЗС держави НАТО, який пішов на такий крок. Проте напруга знову виникла в 1956 році через Угорську революцію та Суецьку кризу. 1962 року прем'єр-міністр консерватор Джон Діфенбейкер спричинив власну кризу, відмовившись привести канадські збройні сили в бойову готовність під час Кубинської ракетної кризи, і погодившись придбати у США оснащені ядерною зброєю літаки-перехоплювачі та ракети Bomarc для використання проти радянських бомбардувальників.
Після приходу до влади в Канаді П'єра Трюдо політика Канади різко змінилася. Трюдо симпатизував соціалістичним країнам більше, ніж інші голови урядів. Він хотів зменшити залежність Канади від Сполучених Штатів шляхом налагодження тісніших зв'язків з іншими країнами та виходу з гамівної сорочки холодної війни. Під час поїздки до Радянського Союзу в 1971 році він назвав Сполучені Штати більшою загрозою для Канади, ніж віддалений Радянський Союз. За його словами, американці становили «небезпеку для нашої національної ідентичності з культурної, економічної і, можливо, навіть військової точки зору». Ближче до кінця свого перебування на посаді, вважаючи, що напруга між США та СРСР зростає, він розпочав миротворчу місію до Москви, яку американці не схвалили. Незабаром після цього напруженість між США та Радянським Союзом спала.
Уряд прогресивного консерватора Браяна Малруні оцінював СРСР набагато критичніше, незважаючи на зміни, запущені в цій країні перебудовою та гласністю Михайла Горбачова. Ще в січні 1989 року міністр закордонних справ Джо Кларк далі вважав Радянський Союз загрозою для Заходу, однак уже в травні він схвально відгукувався про горбачовські реформи. Зміна позиції Канади повною мірою проявилася в листопаді 1989 року, коли прем'єр-міністр Малруні відвідав СРСР у супроводі понад 200 представників канадського бізнесу. Під час візиту було підписано багато угод, найважливішою з яких була Політична декларація, що закликала до канадсько-радянської співпраці в таких царинах, як довкілля, Арктика, тероризм і торгівля наркотиками. Канадсько-радянські відносини відтоді були дружніми до січня 1991 року, поки Горбачов не розправився з Литвою та Латвією, які прагнули незалежності, що спонукало Канаду призупинити кредитну та технічну допомогу Радянському Союзу. Під час радянської спроби державного перевороту 1991 року нова міністерка закордонних справ Барбара Мак-Дугал накликала на себе багато критики, зазначивши, що Канада може співпрацювати і зі змовниками, що особливо створило незручності, коли Горбачова швидко повернули на посаду.
Після розпаду СРСР політика Канади швидко розвернулася у напрямку встановлення повних відносин з Литвою, Латвією та Естонією. У цих діях вона навіть випереджала США, а в грудні 1991 року Канада завдяки численній місцевій українській діаспорі стала першою західною країною, яка визнала незалежність України. Того ж місяця з відставкою Горбачова Радянський Союз припинив існування, що спонукало Канаду визнати Росію як незалежну державу.

## Спортивні зв'язки
Обидві країни суперничали в такому виді спорту, як хокей, наприклад у Суперсерії 1972 року та її продовженні 1974 року. Радянський Союз змагався в Рандеву-87 проти Збірної зірок НХЛ, вигравши лише в другому матчі з рахунком 5:3. 4 січня 1987 року під час фінальної гри Чемпіонату світу з хокею серед юніорів 1987 у тодішніх чехословацьких П'єштянах (нині Словаччина) сталася масова бійка між канадською та радянською юніорськими збірними.